# Artem Dolgopyat
Artem Dolgopyat (født 16. juni 1997) er en israelsk gymnast.
Han repræsenterede Israel ved sommer-OL 2020 i Tokyo, hvor han tog guld i øvelse på gulv.